# Erziehungsnorm
Eine Erziehungsnorm ist ein überindividuelles Wertprinzip bzw. eine soziale Norm, die festlegt, wie die Erziehung von Kindern und Jugendlichen erfolgen soll. Erziehungsnormen orientieren Erziehungsmethoden und Erziehungsmittel und bilden die Grundlage der erzieherischen Beurteilung des Kindesverhaltens. Sie sind an individuelle Erziehungskonzepte geknüpft und unterliegen gemeinsam mit diesen dem historischen Wandel.
Die Ausdrücke pädagogische Norm, Erziehungs- bzw. pädagogisches Leitbild und Erziehungs- bzw. pädagogischer Grundsatz werden meist im selben Sinne wie Erziehungsnorm gebraucht.

## Begriffsbestimmung
Obwohl der Begriff von Pädagogen häufig verwendet wird und zu den Definitionselementen des Begriffes „Erziehung“ zählt, ist von pädagogischer Seite aus kaum je der Versuch unternommen worden, ihn genau zu bestimmen. Selbst in einigen pädagogischen Reallexika fehlt das Lemma ganz. Auch Hans Bokelmann z. B. bestimmt Erziehungsnormen nur vage als „gewisse Lebensvorstellungen“, die einer Erziehung zugrunde liegen. Eine genauere Betrachtung hatte Oswald Kahnt, ein Pionier der wissenschaftlichen Pädagogik, aber schon 1902 vorgenommen, als er beschrieb, wie aus übergeordneten, allgemeinen Erziehungsnormen (Erziehungszielen) mit Hilfe der Psychologie untergeordnete, spezielle Erziehungsnormen abgeleitet werden können, die die Erziehung im Detail orientieren.